# 鲁道夫·阿恩海姆
鲁道夫·阿恩海姆（德語：Rudolf Arnheim，1904年7月15日—2007年6月9日），德裔美籍心理学家及美学家，是格式塔心理学美学的代表人物，曾任美国美学协会主席。

## 生平
1904年出生于柏林，1923年入读柏林大学，1928年获哲学博士学位。希特勒上台后他移居意大利，任职于教育电影国际学会。1939年前往英国，次年起又赴美国定居。1941年与1942年先后获洛克菲勒基金会与古根海姆基金会资助。1943年至1968年间任教于莎拉·劳伦斯学院，教授艺术心理学。期间曾于1959年获福布莱特计划的支持前往日本御茶水女子大学进行交流。1968年后，任哈佛大学视觉与环境研究系艺术心理学教授。1974年退休，并获名誉教授头衔。此后他在密歇根大学任艺术史学访问教授。
2007年6月9日在密歇根州安娜堡逝世。

## 评论
阿恩海姆的格式塔心理学美学建立在现代心理学的实验基础之上。他认为知觉是艺术思维的基础。并由此提出了“张力”说，认为力的结构是艺术表现的基础，而“同形”是艺术的本质。

## 著作
包括《艺术与视知觉》、《视觉思维》、《走向艺术心理学》、《作为艺术的电影》等。